# MTV Video Music Award – najlepsza reżyseria
Poniższa lista przedstawia kolejnych zwycięzców nagrody MTV Video Music Awards w kategorii Best Direction.
| Rok  | Wykonawca                             | Piosenka                         |
| ---- | ------------------------------------- | -------------------------------- |
| 1984 | ZZ Top                                | Sharp Dressed Man                |
| 1985 | Don Henley                            | The Boys of Summer               |
| 1986 | a-Ha                                  | Take On Me                       |
| 1987 | Peter Gabriel                         | Sledgehammer                     |
| 1988 | George Michael                        | Father Figure                    |
| 1989 | Madonna                               | Express Yourself                 |
| 1990 | Madonna                               | Vogue                            |
| 1991 | R.E.M.                                | Losing My Religion               |
| 1992 | Van Halen                             | Right Now                        |
| 1993 | Pearl Jam                             | Jeremy                           |
| 1994 | R.E.M.                                | Everybody Hurts                  |
| 1995 | Weezer                                | Buddy Holly                      |
| 1996 | Smashing Pumpkins                     | Tonight, Tonight                 |
| 1997 | Beck                                  | The New Pollution                |
| 1998 | Wyclef Jean (wraz z Refugee Allstars) | Gone Till November               |
| 1999 | Fatboy Slim                           | Praise You                       |
| 2000 | Red Hot Chili Peppers                 | Californication                  |
| 2001 | Fatboy Slim                           | Weapon of Choice                 |
| 2002 | Eminem                                | Without Me                       |
| 2003 | Coldplay                              | The Scientist                    |
| 2004 | Jay-Z                                 | 99 Problems                      |
| 2005 | Green Day                             | Boulevard of Broken Dreams       |
| 2006 | Gnarls Barkley                        | Crazy                            |
| 2007 | Justin Timberlake                     | What Goes Around...Comes Around  |
| 2008 | Erykah Badu                           | Honey                            |
| 2009 | Green Day                             | 21 Guns                          |
| 2010 | Lady Gaga                             | Bad Romance                      |
| 2011 | Beastie Boys                          | Make Some Noise                  |
| 2012 | M.I.A.                                | Bad Girls                        |
| 2013 | Justin Timberlake feat. Jay-Z         | Suit & Tie                       |
| 2014 | DJ Snake i Lil Jon                    | Turn Down for What               |
| 2015 | Kendrick Lamar                        | Alright                          |
| 2016 | Beyoncé                               | Formation                        |
| 2017 | Kendrick Lamar                        | HUMBLE.                          |
| 2018 | Childish Gambino                      | This Is America                  |
| 2019 | Lil Nas X feat. Billy Ray Cyrus       | Old Town Road (Remix)            |
| 2020 | Taylor Swift                          | The Man                          |
| 2021 | Lil Nas X                             | Montero (Call Me By Your Name)   |
| 2022 | Taylor Swift                          | All Too Well (10 Minute Version) |